# Melitón Trejo
Melitón González Trejo Moreno (Garganta la Olla, Cáceres, 10 de marzo de 1844-Willcox, Arizona, 29 de abril de 1917) es un traductor español, primer miembro español de La Iglesia de Jesucristo de los Santos de los Últimos Días y misionero en México previo al cisma de Margarito Bautista. González Trejo fue el principal traductor de la primera versión en español del Libro de Mormón.

## Biografía
Casi todo lo que se ha llegado a saber sobre el traductor extremeño, más allá de las especulaciones sin pruebas, proviene de su principal biógrafo y estudioso, George Ryskamp. Su padre, natural de Logrosán, era Gerardo González Trejo Flores, un antiguo cabo que, tras pasar casi veinte años en distintos destinos en el ejército, residía en Garganta la Olla. Otros indican sin referencias que fue alcalde del lugar y maestro de primaria; su madre fue Gerónima Moreno Curiel, y su abuelo materno, un granjero. Sus padres lo encaminaron a la iglesia, pero él prefirió el ejército, como su padre, y esto último fue lo que prevaleció, de forma que ingresó en el Real Colegio de Infantería de Madrid en 1861, y alcanzó el grado de teniente. 
Fue destinado al Regimiento de África. Allí, en 1867, hizo amistad con un teniente de artillería llamado Genaro Barruecos, de quien recibió las primeras noticias sobre La Iglesia de Jesucristo de los Santos de los Últimos Días. Melitón pidió destino en Filipinas y mientras estaba allí tuvo un sueño que le indujo preocupaciones religiosas. Este fue el segundo hito en su conversión religiosa, según cuenta Daniel W. Jones, natural de Misuri y bautizado en la fe mormona en el Oeste en 1851, quien colaboró con Melitón Trejo en la traducción al español del Libro de Mormón y sería su superior durante su presidencia de la misión mormona en México, entre 1876 y 1877.
En sus memorias, publicadas por primera vez en 1890, Jones recuerda su primer encuentro con el soldado español y relata su conversión al mormonismo. Para Trejo el tercer hito y definitivo de su conversión vino de un folleto en francés que obtuvo del misionero Louis Bertrand. Sintió un ardiente deseo de visitar Salt Lake City en las Montañas Rocosas. Sus inquietudes religiosas le hicieron incluso empezar a aprender inglés y abandonar la Colonia en secreto para dirigirse a los Estados Unidos en 1874, cuando ya tenía el grado de capitán; llegó a San Francisco el cuatro de julio de ese año, y unos días después al entonces territorio de Utah, que los mormones denominaban Deseret y extendían además a otros tres futuros estados. Transcurrido año y medio de su partida, las autoridades militares le darían por muerto y le concederían la licencia definitiva in absentia. Un mormón francés, Blanchard, le presentó a Brigham Young, quien sintió suspicacias por el español, a causa del acoso institucional al que estaba sometido por el gobierno de Estados Unidos; sin embargo, Trejo recibió las primeras enseñanzas sobre el mormonismo y quince días después fue bautizado por Henry Brizzee.
Uniendo a Daniel W. Jones y Henry Brizzee, que sabían español, se proyectó una misión a México y Young pidió a Trejo que ayudara traduciendo el Libro de Mormón. Se alojó con sus nuevos mentores y emprendió la tarea de trasladar al español castellano el texto inglés de The Book of Mormon, tras practicar con otras obras de teología mormona. Lo hizo en Fairview, donde vivía la familia Jones; en un despacho alquilado, Daniel y Melitón traducían el texto para la futura expedición. 
Primero tradujeron una selección de pasajes del Libro de Mormón al español. En junio de 1875 se completó este centón o excerpta y se presentó a Brigham Young para publicarla bajo el título Fragmentos Selectos del Libro de Mormón. Se hizo en noviembre de 1875, en Deseret News, dos mil ejemplares. Melitón contrajo entonces matrimonio en Richfield con una mormona de origen danés, Mary Ann Christensen, y tuvo una hija, Marie Louise. Trejo se ganaba por entonces la vida enseñando español a domicilio; y, aunque lo esperaba, no fue seleccionado para la primera misión a México a través de Arizona. 
La llevó a cabo Jones con un grupo, y tuvo un resultado desigual: en zonas rurales, indios y mexicanos que trabajaban en ranchos eran amenazados de expulsión por los terratenientes si hablaban con los mormones. Los liberales de Chihuahua fueron más abiertos: recibieron positivamente el Libro de Mormón y contaron con colaboradores para enviar quinientos ejemplares del libro a destacados personajes de un centenar de diversas ciudades de México. Mientras la familia de Trejo se trasladó a St. David, Arizona. El 7 de enero de 1876 partió en una misión a El Paso, y para abril ya había llegado a Chihuahua. Melitón y Louis Garff abrieron una misión en Sonora y bautizaron a cinco personas. Mientras tanto, escribió cartas al editor del Deseret News.
En el verano de 1879, el presidente John Taylor recibió cartas del doctor Plotino C. Rhodakanaty desde la ciudad de México. Solicitaba información sobre las doctrinas de la iglesia. El presidente envió al misionero Moses Thatcher, a James Z. Stewart y a Melitón Trejo para que le enseñaran el Evangelio a él y a algunos otros. Tras llegar el 16 de noviembre de 1879, Trejo se dedicó a participar en la edición del periódico Voz del Desierto.
Finalmente Thatcher bautizó al doctor Rhodakanaty y a un tal Silviano Arteaga. El doctor Rhodakanaty era griego por parte de padre y mexicano por parte de madre, mientras que el hermano Arteaga era descendiente puro de los indios aztecas. Más adelante se bautizaron otras seis personas y se organizó la primera iglesia mormona en México con el doctor Rhodakanaty como presidente y Silviano Arteaga y José Ybarola como consejeros. En enero de 1880 James Stewart y Melitón Trejo publicaron la traducción de Melitón de A Voice of Warning. Para 1881, la Iglesia ya contaba con sesenta y un miembros. Mientras tanto, con ayuda de James Stewart, Melitón trabajaba en la traducción del resto del Libro de Mormón, tarea que añoraba completar. Se dedicó a revisar su trabajo anterior y extenderlo, hasta que terminar su labor en 1884; se publicó en 1886. Es el texto en español que leen cuatro millones de mormones, la segunda comunidad lingüística de la religión después de la en inglés, que cuenta con seis millones. Sin embargo, su diario personal y el manuscrito original de la traducción del Libro de Mormón se perdieron durante los turbulentos acontecimientos de la Revolución mexicana de 1910 contra el régimen de Díaz.
El 29 de mayo de 1884, se casó con Emily Jones, de cuya unión nacieron diez hijos en el período entre 1885 y 1904. Melitón, Emily y su familia vivieron algún tiempo en Logan y en Draper (Utah), con los parientes de Emily. Durante parte de este período, Melitón fue profesor de lengua y literatura en la University of Deseret (actualmente Universidad de Utah) y en el Latter-day Saints College. Luego marchó con su mujer y cuatro de sus hijos a Chuichupa, Chihuahua, México, donde pasó unos años enseñando. La Revolución mexicana le obligó a abandonar el país, pero regresó para recuperar el manuscrito de su traducción del Libro de Mormón y se hizo amigo de Pancho Villa, tras lo cual volvió a Saint David hasta 1912, cuando se trasladó a Benson, Arizona, donde se dedicó al cultivo de árboles frutales. Murió en Willcox (Arizona), en 1917.

## Obras
- Trad. con Daniel W. Jones de Trozos selectos del Libro de Mormón, Salt Lake City: Deseret News, 1875. Disponible en https://archive.org/details/trozosselectosde02unsede
- A Voice of Warning, 1880.
- Libro de Mormón (Trad. completa), 1886.